# Leichtathletik-Weltmeisterschaften 2013/400 m Hürden der Männer

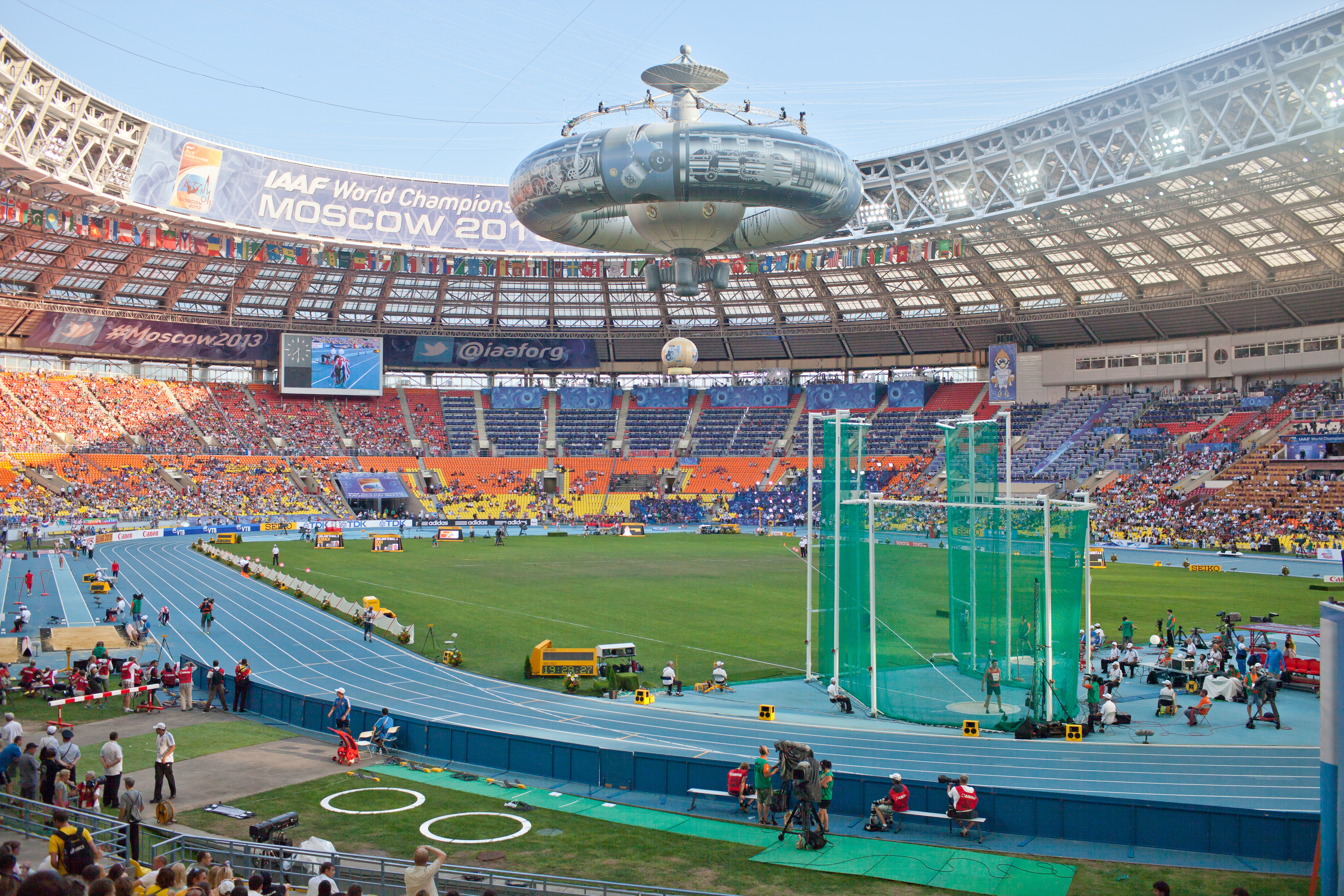
Das Olympiastadion Luschniki während der Weltmeisterschaften

Der 400-Meter-Hürdenlauf der Männer bei den Leichtathletik-Weltmeisterschaften 2013 wurde vom 12. bis 15. August 2013 im Olympiastadion Luschniki der russischen Hauptstadt Moskau ausgetragen.
Weltmeister wurde Jehue Gordon aus Trinidad und Tobago. Wie schon bei den Olympischen Spielen des Vorjahres gewann der US-Amerikaner Michael Tinsley die Silbermedaille. Bronze ging an den Serben Emir Bekrić.

## Bestehende Rekorde
| Weltrekord               | 46,78 s | Kevin Young | OS 1992 in Barcelona, Spanien     | 6. August 1992  |
| Weltmeisterschaftsrekord | 47,18 s | Kevin Young | WM 1993 in Stuttgart, Deutschland | 19. August 1993 |

Der bestehende WM-Rekord wurde bei diesen Weltmeisterschaften nicht eingestellt und nicht verbessert.
Es wurden zwei Weltjahresbestleistungen und zwei Landesrekorde aufgestellt.
- Weltjahresbestleistungen:
  - 47,93 s – Omar Cisneros, Kuba, drittes Halbfinale am 13. August
  - 47,69 s – Jehue Gordon, Trinidad und Tobago, Finale am 15. August
- Landesrekorde:
  - 48,36 s – Emir Bekrić, Serbien, zweites Halbfinale am 13. August
  - 48,05 s – Emir Bekrić Serbien, Finale am 15. August

## Vorrunde
Die Vorrunde wurde in fünf Läufen durchgeführt. Die ersten vier Athleten pro Lauf – hellblau unterlegt – sowie die darüber hinaus vier zeitschnellsten Läufer – hellgrün unterlegt – qualifizierten sich für das Viertelfinale.

### Vorlauf 1

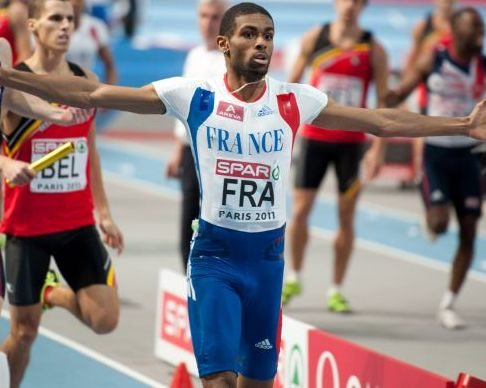
Yoann Décimus – ausgeschieden als Achter in 50,21 s

12. August 2013, 11:05 Uhr
| Platz | Name              | Nation         | Zeit (s) |
| ----- | ----------------- | -------------- | -------- |
| 1     | Michael Tinsley   | USA            | 49,07    |
| 2     | Emir Bekrić       | Serbien        | 49,16    |
| 3     | Timofei Tschaly   | Russland       | 49,33    |
| 4     | Cornel Fredericks | Südafrika      | 49,66    |
| 5     | Sebastian Rodger  | Großbritannien | 49,66    |
| 6     | Tristan Thomas    | Australien     | 49,80    |
| 7     | Yoann Décimus     | Frankreich     | 50,21    |

### Vorlauf 2

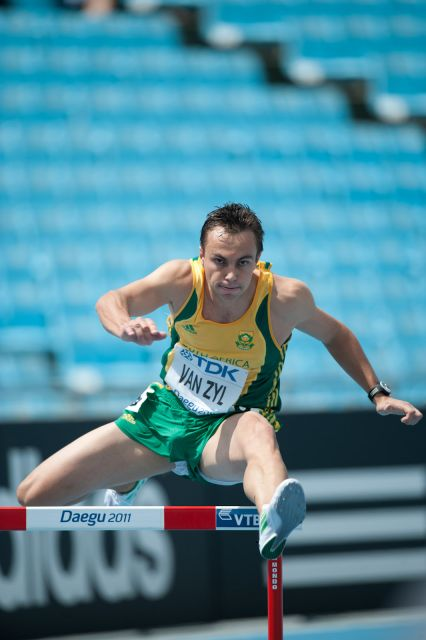
Louis Jacobus van Zyl – ausgeschieden als Fünfter in 50,05 s

12. August 2013, 11:13 Uhr
| Platz | Name                  | Nation      | Zeit (s) |
| ----- | --------------------- | ----------- | -------- |
| 1     | Omar Cisneros         | Kuba        | 49,87    |
| 2     | Javier Culson         | Puerto Rico | 49,91    |
| 3     | Takayuki Kishimoto    | Japan       | 49,96    |
| 4     | Mickaël François      | Frankreich  | 50,02    |
| 5     | Louis Jacobus van Zyl | Südafrika   | 50,05    |
| 6     | Miloud Rahmouni       | Algerien    | 50,79    |
| 7     | Maoulida Darouèche    | Komoren     | 53,28    |
| DNF   | Jacques Frisch        | Luxemburg   |          |

### Vorlauf 3

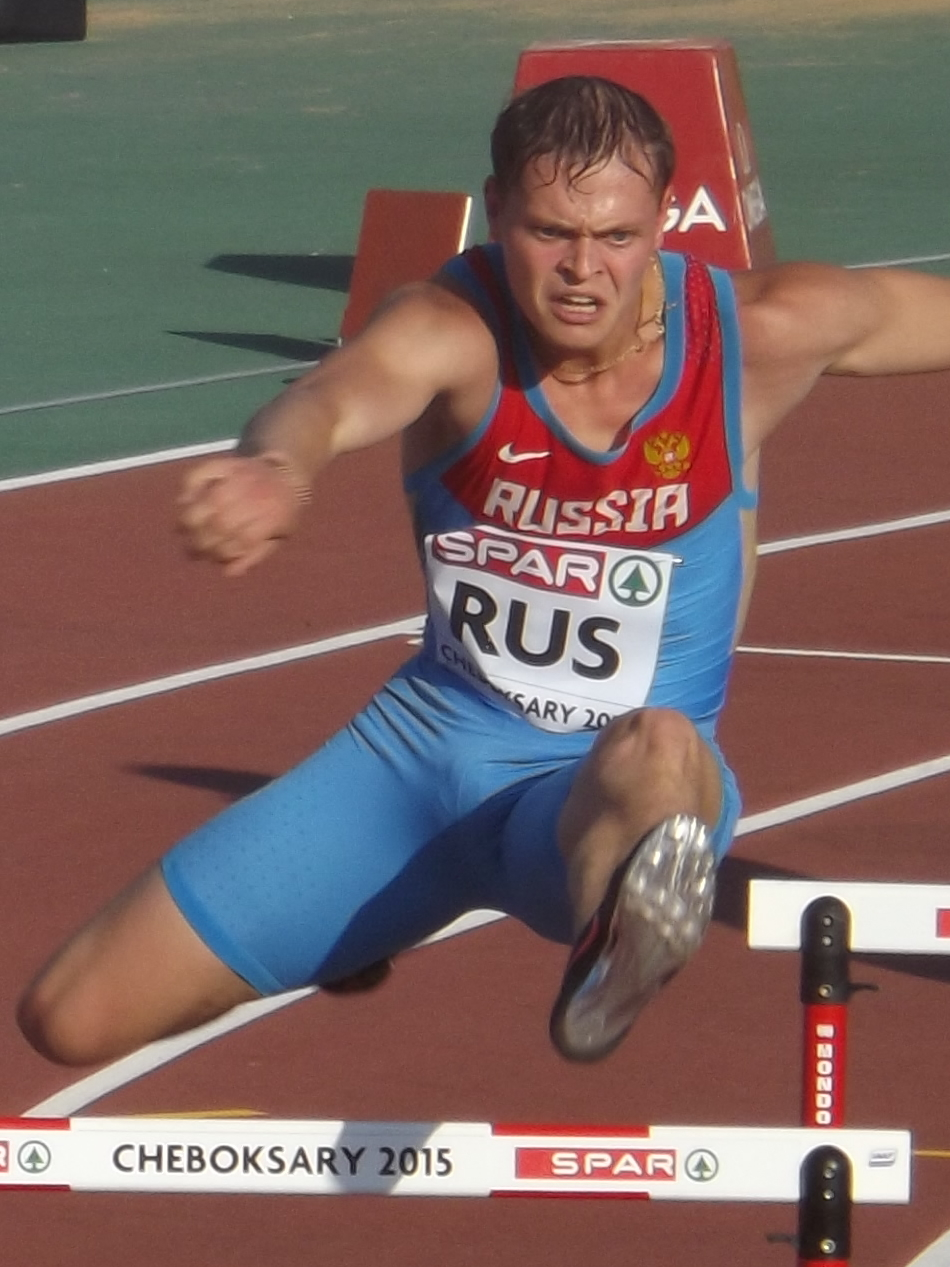
Denis Kudrjawzew – ausgeschieden als Fünfter in 50,02 s
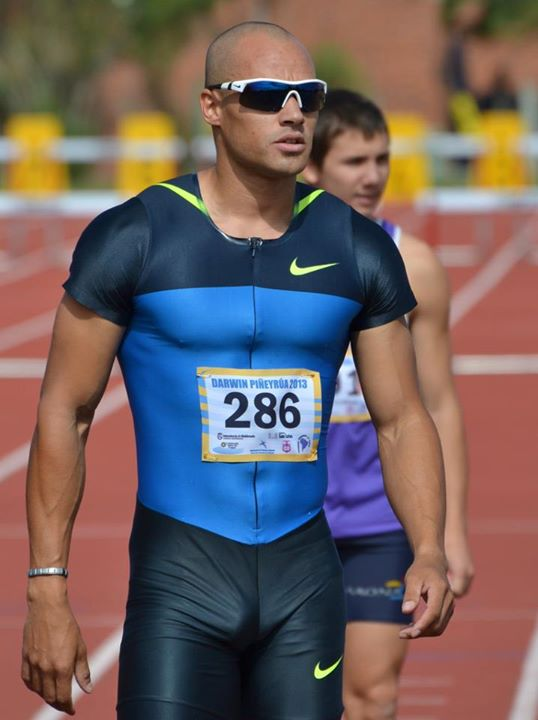
Andrés Silva – ausgeschieden als Sechster in 50,48 s

12. August 2013, 11:21 Uhr
| Platz | Name             | Nation                  | Zeit (s) |
| ----- | ---------------- | ----------------------- | -------- |
| 1     | Félix Sánchez    | Dominikanische Republik | 49,20    |
| 2     | Kerron Clement   | USA                     | 49,43    |
| 3     | Annsert Whyte    | Jamaika                 | 49,63    |
| 4     | Rhys Williams    | Großbritannien          | 49,85    |
| 5     | Denis Kudrjawzew | Russland                | 50,02    |
| 6     | Andrés Silva     | Uruguay                 | 50,48    |
| 7     | PC Beneke        | Südafrika               | 51,14    |

### Vorlauf 4
12. August 2013, 11:29 Uhr
| Platz | Name                 | Nation          | Zeit (s) |
| ----- | -------------------- | --------------- | -------- |
| 1     | Mamadou Kassé Hann   | Senegal         | 49,33    |
| 2     | Leford Green         | Jamaika         | 49,45    |
| 3     | Bershawn Jackson     | USA             | 49,76    |
| 4     | Jeffery Gibson       | Bahamas         | 50,25    |
| 5     | Yasuhiro Fueki       | Japan           | 50,66    |
| 6     | Mowen Boino          | Papua-Neuguinea | 51,66    |
| 7     | Eric Cray            | Philippinen     | 52,45    |
| DNS   | Silvio Schirrmeister | Deutschland     |          |

### Vorlauf 5
12. August 2013, 11:37 Uhr
| Platz | Name            | Nation              | Zeit (s) |
| ----- | --------------- | ------------------- | -------- |
| 1     | Jehue Gordon    | Trinidad und Tobago | 49,52    |
| 2     | Isa Phillips    | Jamaika             | 49,57    |
| 3     | Rasmus Mägi     | Estland             | 49,63    |
| 4     | Eric Alejandro  | Puerto Rico         | 49,79    |
| 5     | David Greene    | Großbritannien      | 49,79    |
| 6     | Mahau Suguimati | Brasilien           | 50,00    |
| 7     | Takatoshi Abe   | Japan               | 51,41    |

## Halbfinale
Aus den drei Halbfinalläufen qualifizierten sich die jeweils ersten beiden Athleten – hellblau unterlegt – sowie die darüber hinaus zwei zeitschnellsten Läufer – hellgrün unterlegt – für das Finale.

### Halbfinallauf 1
13. August 2013, 19:40 Uhr
| Platz | Name               | Nation              | Zeit (s) |
| ----- | ------------------ | ------------------- | -------- |
| 1     | Jehue Gordon       | Trinidad und Tobago | 48,10    |
| 2     | Javier Culson      | Puerto Rico         | 48,42    |
| 3     | Mamadou Kassé Hann | Senegal             | 48,69    |
| 4     | Cornel Fredericks  | Südafrika           | 48,85    |
| 5     | Isa Phillips       | Jamaika             | 49,28    |
| 6     | Sebastian Rodger   | Großbritannien      | 49,32    |
| 7     | Tristan Thomas     | Australien          | 49,91    |
| DNF   | Bershawn Jackson   | USA                 |          |

Im ersten Halbfinale ausgeschiedene Hürdenläufer:

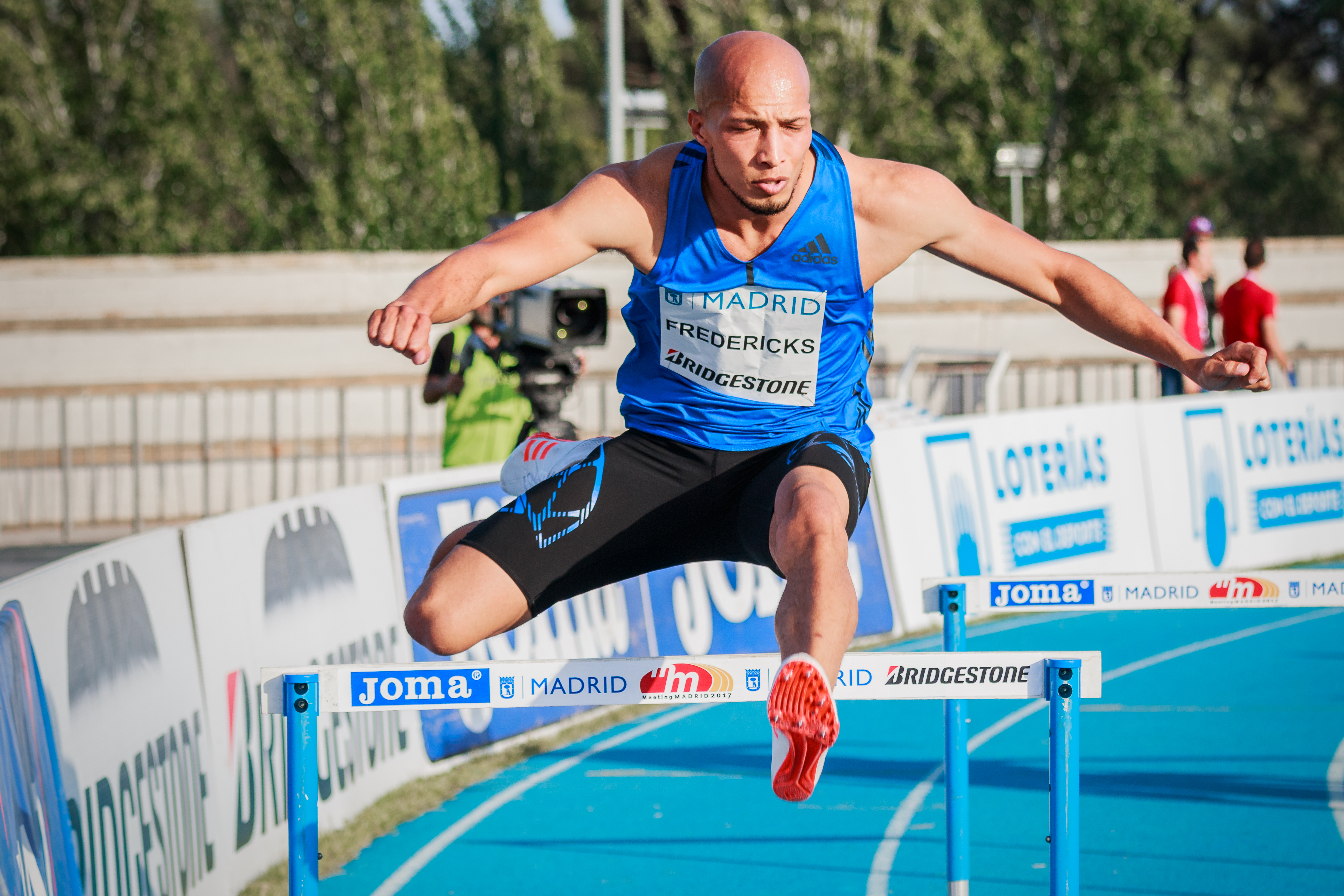
Cornel Fredericks Rang vier in 48,85 s
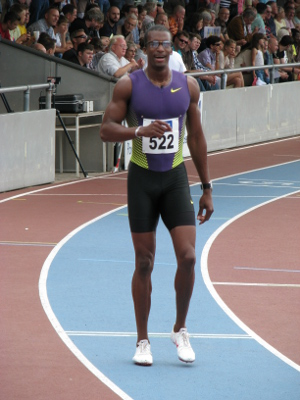
Isa Phillips Rang fünf in 49,28 s
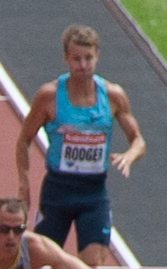
Sebastian Rodger Rang sechs in 49,32 s
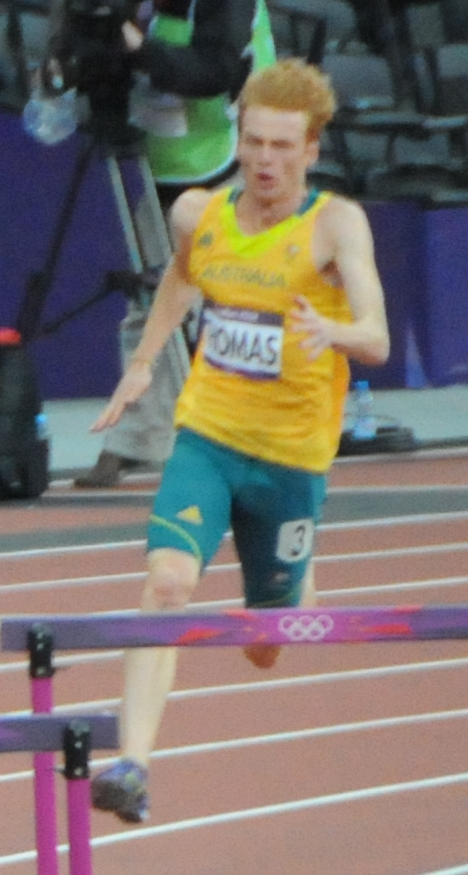
Tristan Thomas Rang sieben in 49,91 s
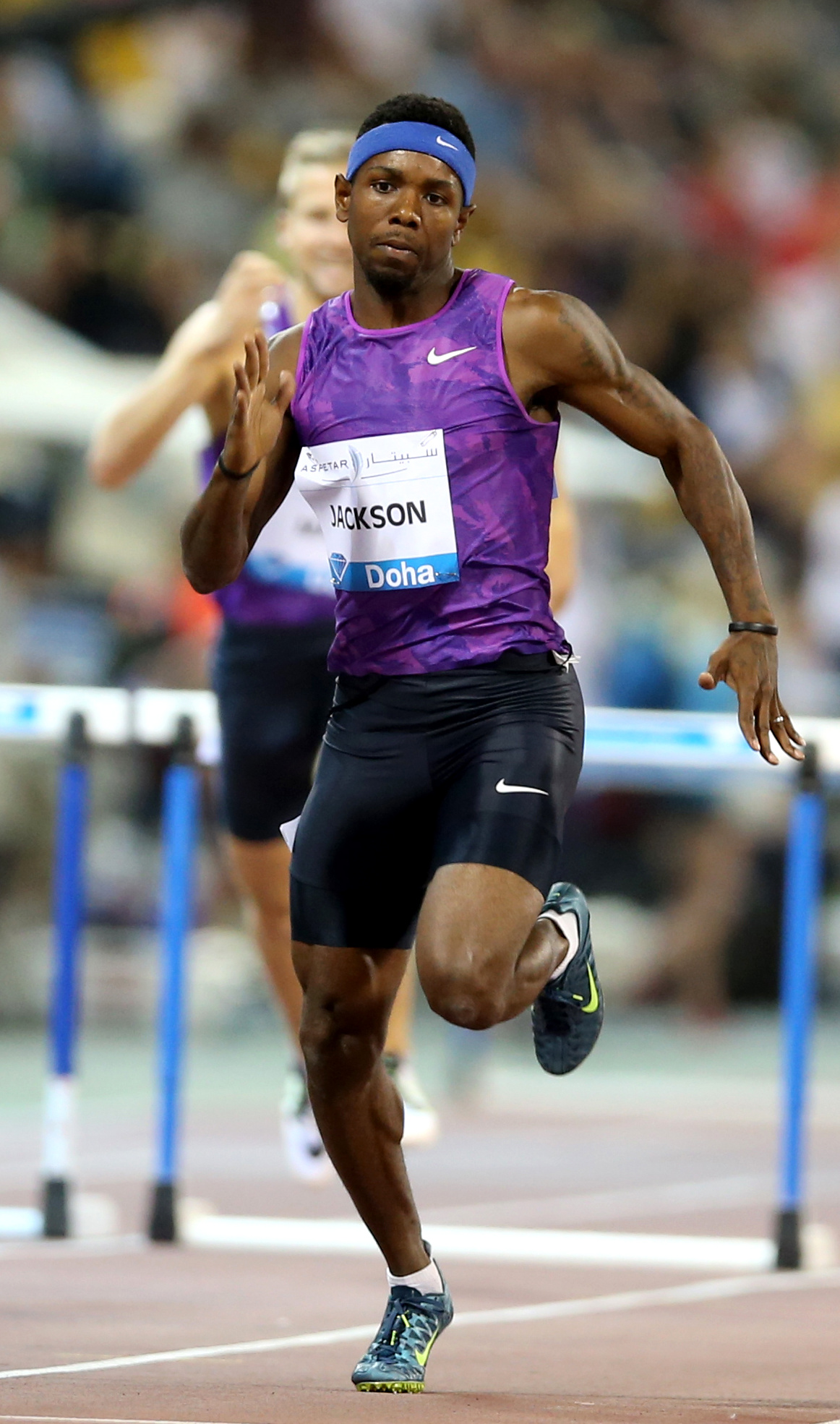
Bershawn Jackson – unter anderem Weltmeister von 2005 erreichte nicht das Ziel

### Halbfinallauf 2
13. August 2013, 19:48 Uhr
| Platz | Name               | Nation         | Zeit (s)                                      |
| ----- | ------------------ | -------------- | --------------------------------------------- |
| 1     | Michael Tinsley    | USA            | 48,31                                         |
| 2     | Emir Bekrić        | Serbien        | 48,36 NR                                      |
| 3     | Leford Green       | Jamaika        | 48,88                                         |
| 4     | Rhys Williams      | Großbritannien | 49,29                                         |
| 5     | Timofei Tschaly    | Russland       | 50,06                                         |
| 6     | Mahau Suguimati    | Brasilien      | 50,27                                         |
| 7     | Mickaël François   | Frankreich     | 50,58                                         |
| DSQ   | Takayuki Kishimoto | Japan          | IAAF Rule 168.7a – Nichtüberquerung der Hürde |

Im zweiten Halbfinale ausgeschiedene Hürdenläufer:

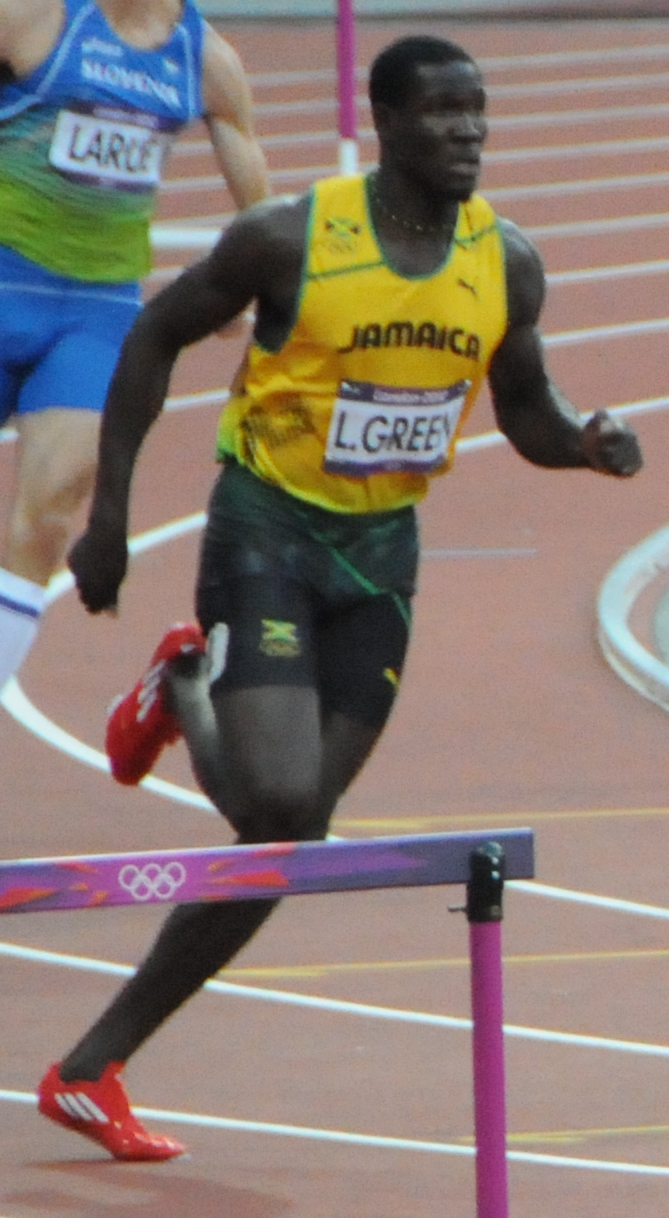
Leford Green Rang drei in 48,88 s
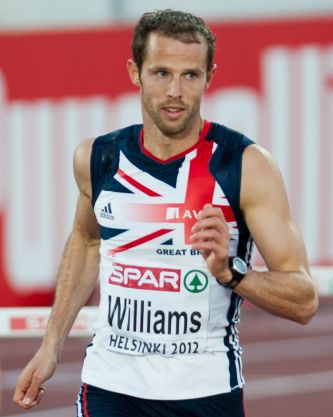
Rhys Williams Rang vier in 49,29 s
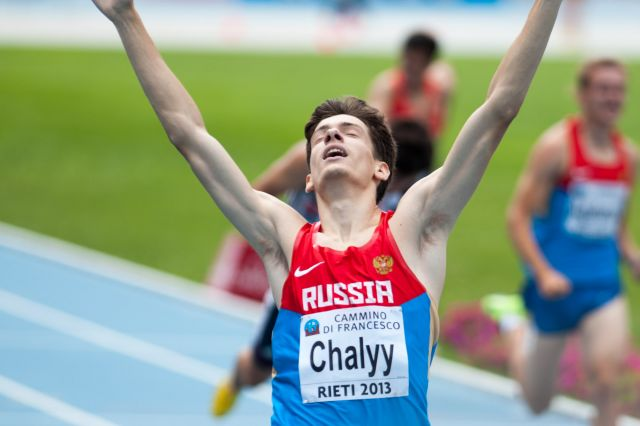
Timofei Tschaly Rang fünf in 50,06 s

### Halbfinallauf 3
13. August 2013, 19:56 Uhr
| Platz | Name           | Nation                  | Zeit (s) |
| ----- | -------------- | ----------------------- | -------- |
| 1     | Omar Cisneros  | Kuba                    | 47,93 WL |
| 2     | Félix Sánchez  | Dominikanische Republik | 48,10    |
| 3     | Kerron Clement | USA                     | 48,21    |
| 4     | Annsert Whyte  | Jamaika                 | 49,17    |
| 5     | David Greene   | Großbritannien          | 49,25    |
| 6     | Rasmus Mägi    | Estland                 | 49,42    |
| 7     | Eric Alejandro | Puerto Rico             | 49,44    |
| 8     | Jeffery Gibson | Bahamas                 | 50,51    |

Im dritten Halbfinale ausgeschiedene Hürdenläufer:

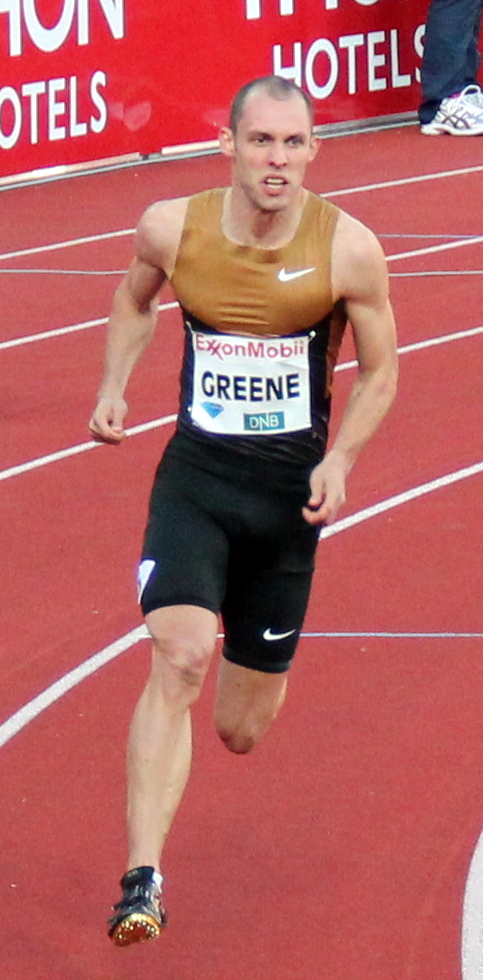
David Greene Rang fünf in 49,25 s
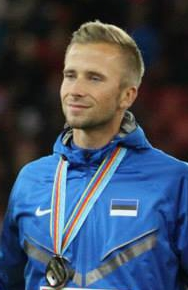
Rasmus Mägi Rang sechs in 49,42 s
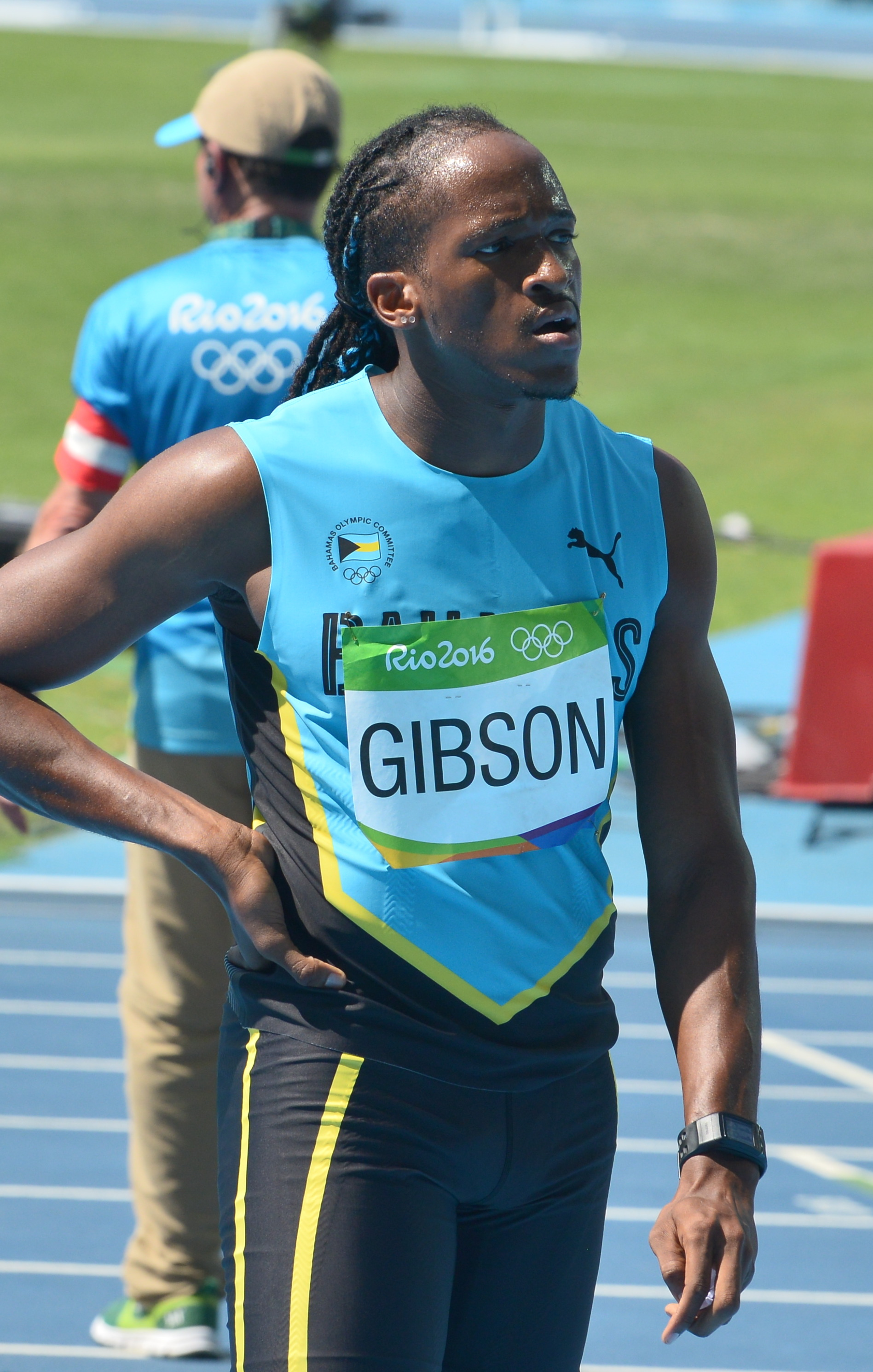
Jeffery Gibson Rang acht in 50,51 s

## Finale

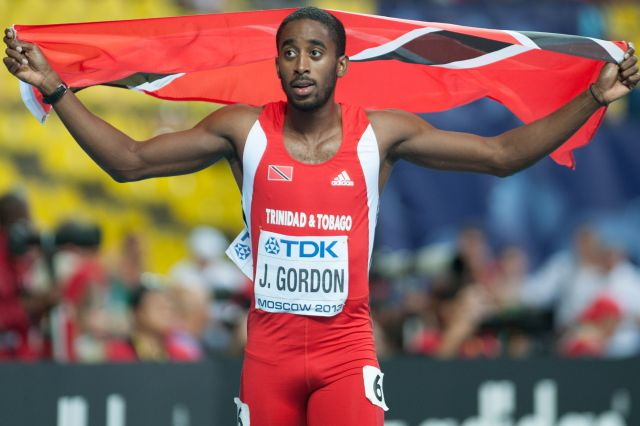
Weltmeister Jehue Gordon

15. August 2013, 21:00 Uhr
| Platz | Name               | Nation                  | Zeit (s) |
| ----- | ------------------ | ----------------------- | -------- |
| 1     | Jehue Gordon       | Trinidad und Tobago     | 47,69 WL |
| 2     | Michael Tinsley    | USA                     | 47,70    |
| 3     | Emir Bekrić        | Serbien                 | 48,05 NR |
| 4     | Omar Cisneros      | Kuba                    | 48,12    |
| 5     | Félix Sánchez      | Dominikanische Republik | 48,22    |
| 6     | Javier Culson      | Puerto Rico             | 48,38    |
| 7     | Mamadou Kassé Hann | Senegal                 | 48,68    |
| 8     | Kerron Clement     | USA                     | 49,08    |

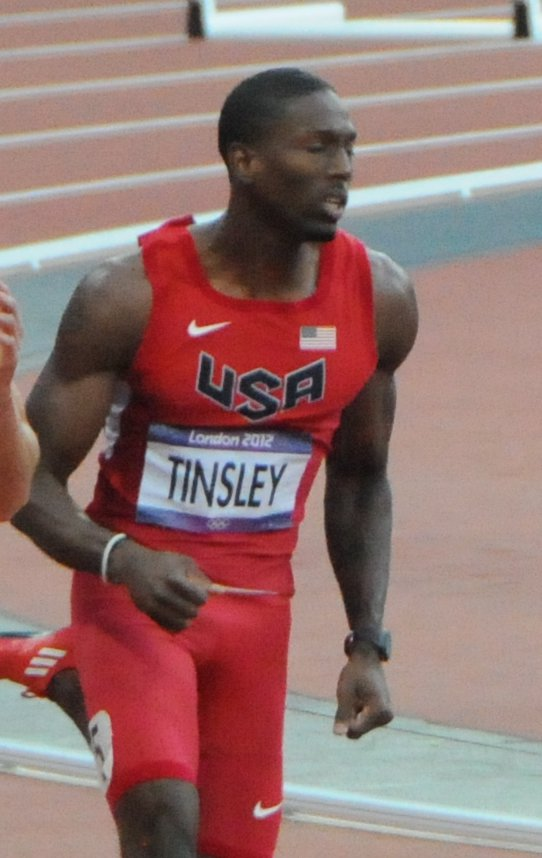
Michael Tinsley – 2012 Olympiazweiter und hier Vizeweltmeister
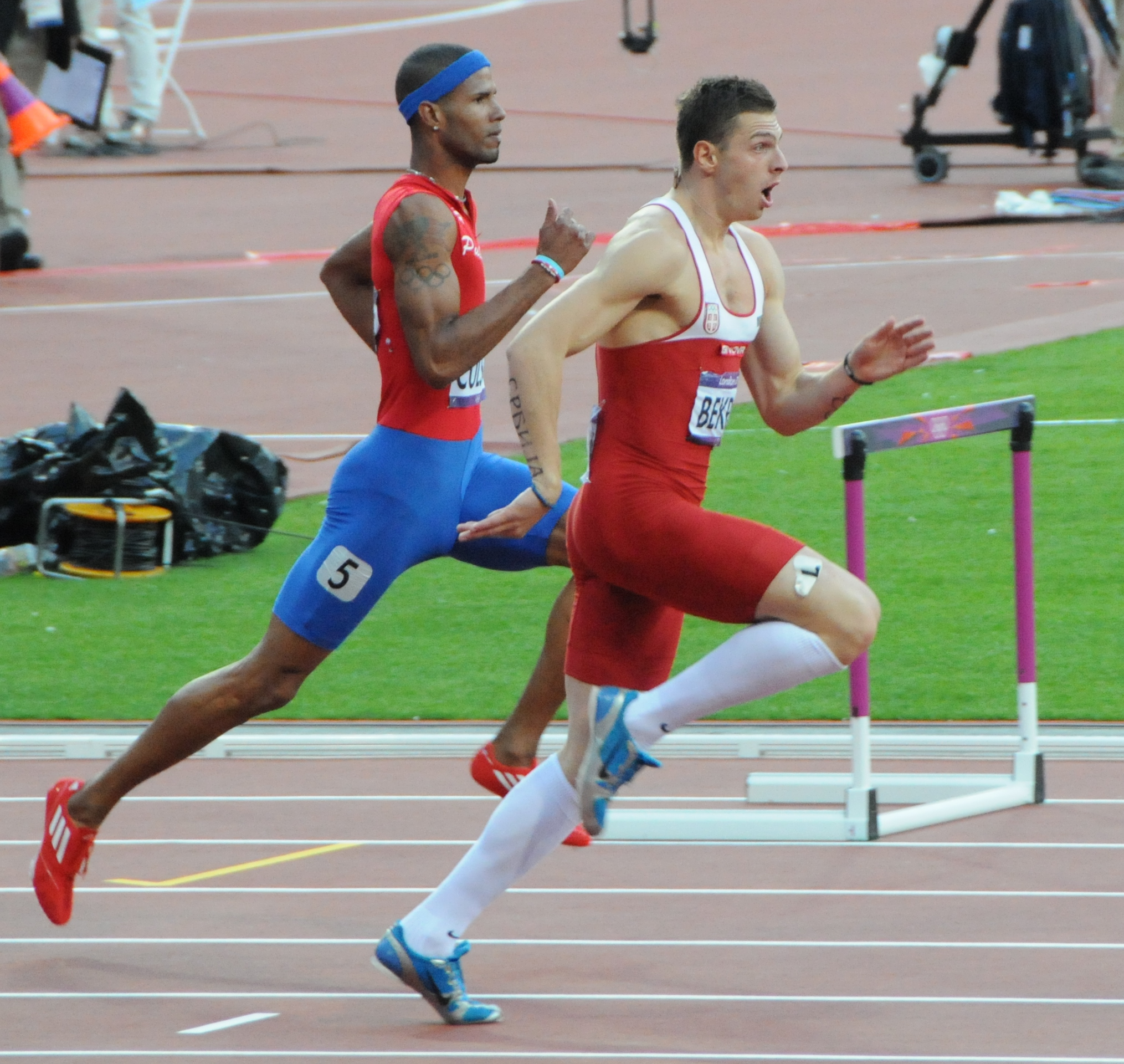
Emir Bekrić (rechts, hier im Zweikampf mit Javier Culson bei Olympia 2012) erzielte im Halbfinale und Finale serbischen Landesrekord und gewann Bronze
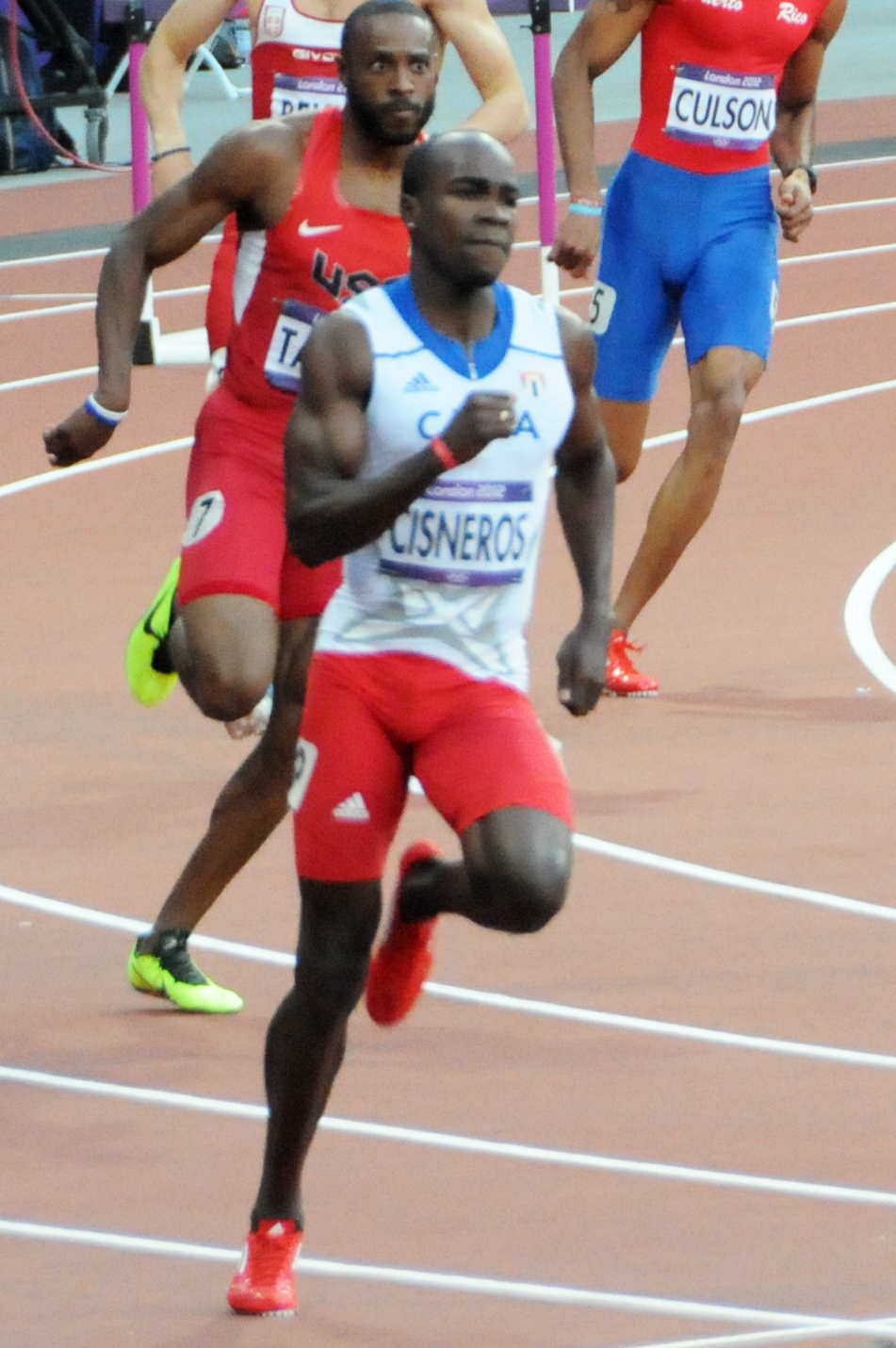
Omar Cisneros belegte Rang vier
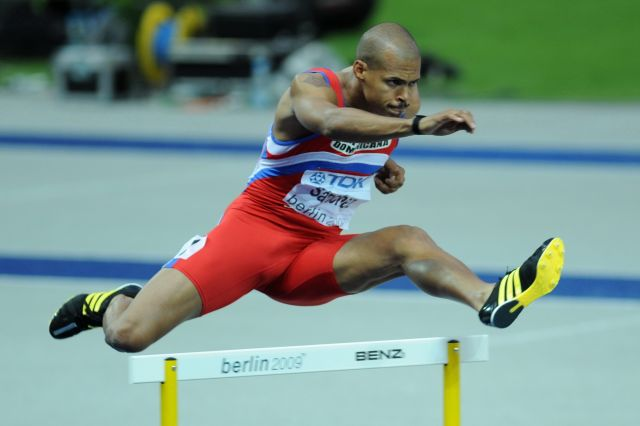
Der zweifache Weltmeister (2001/2003) und zweifache Olympiasieger (2004/2012) Félix Sánchez wurde Fünfter
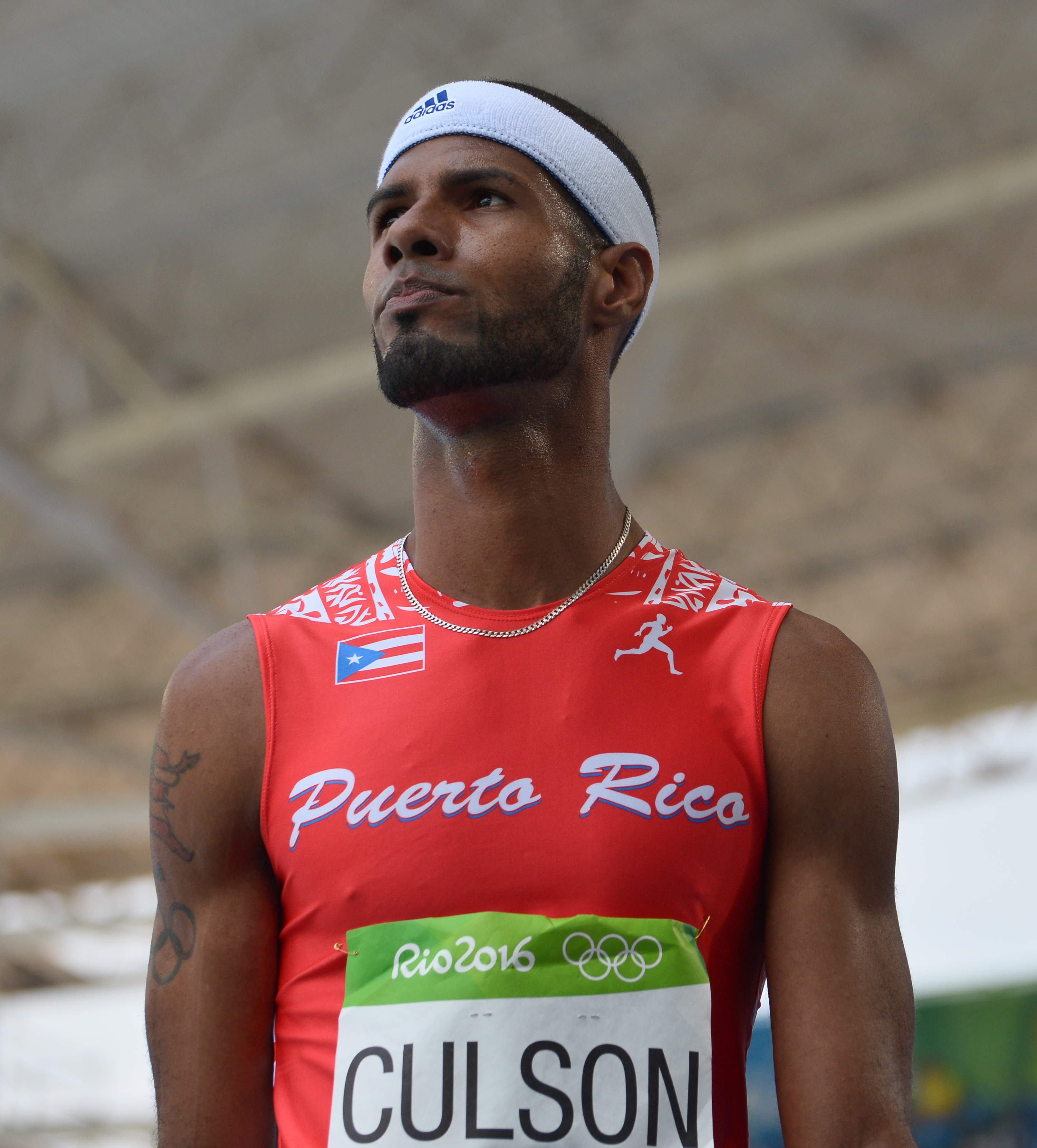
Javier Culson, zweifacher Vizeweltmeister (2009/2011) und 2012 Olympiadritter, kam auf den sechsten Platz
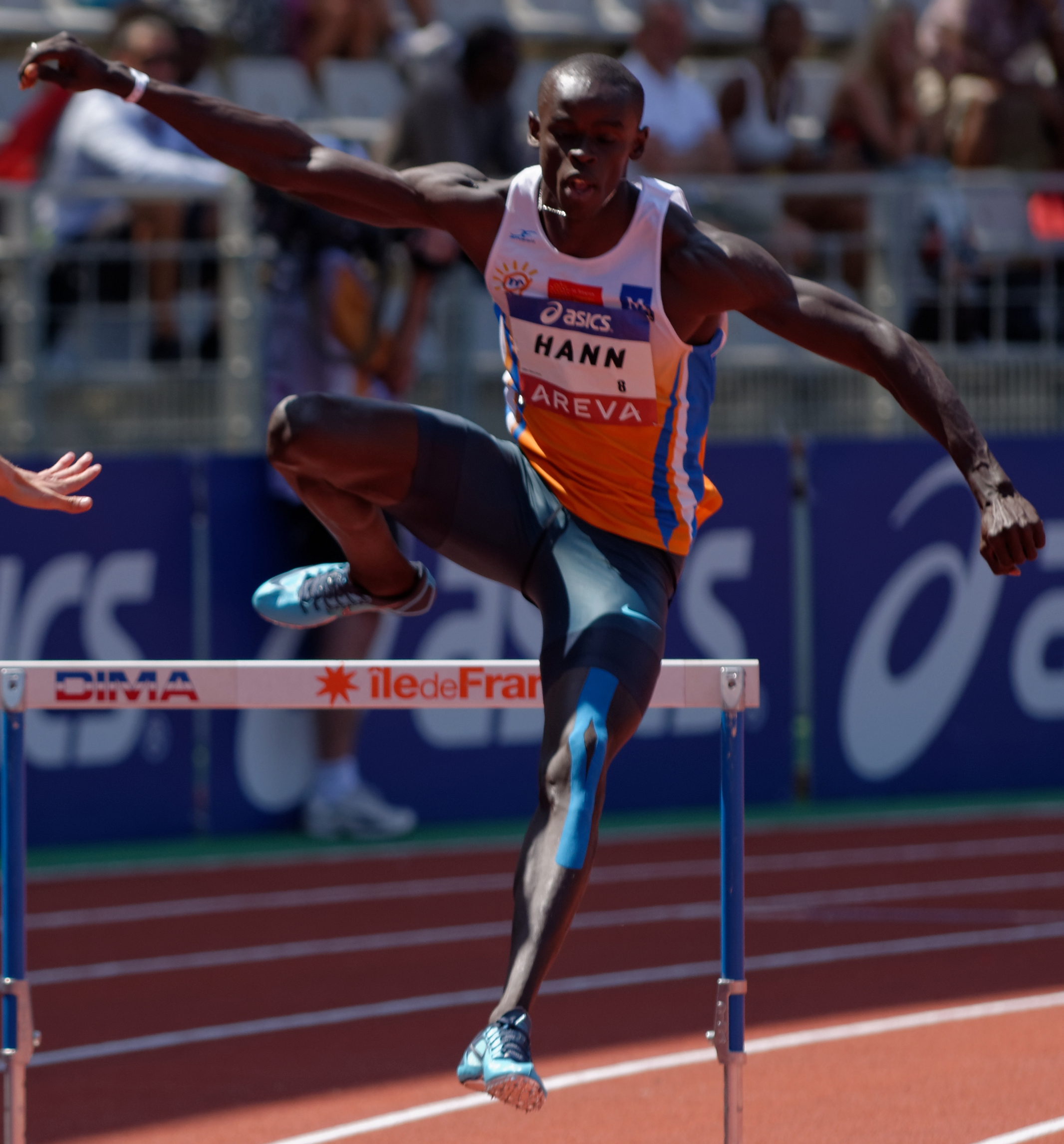
Mamadou Kasse Hanne erreichte Platz sieben
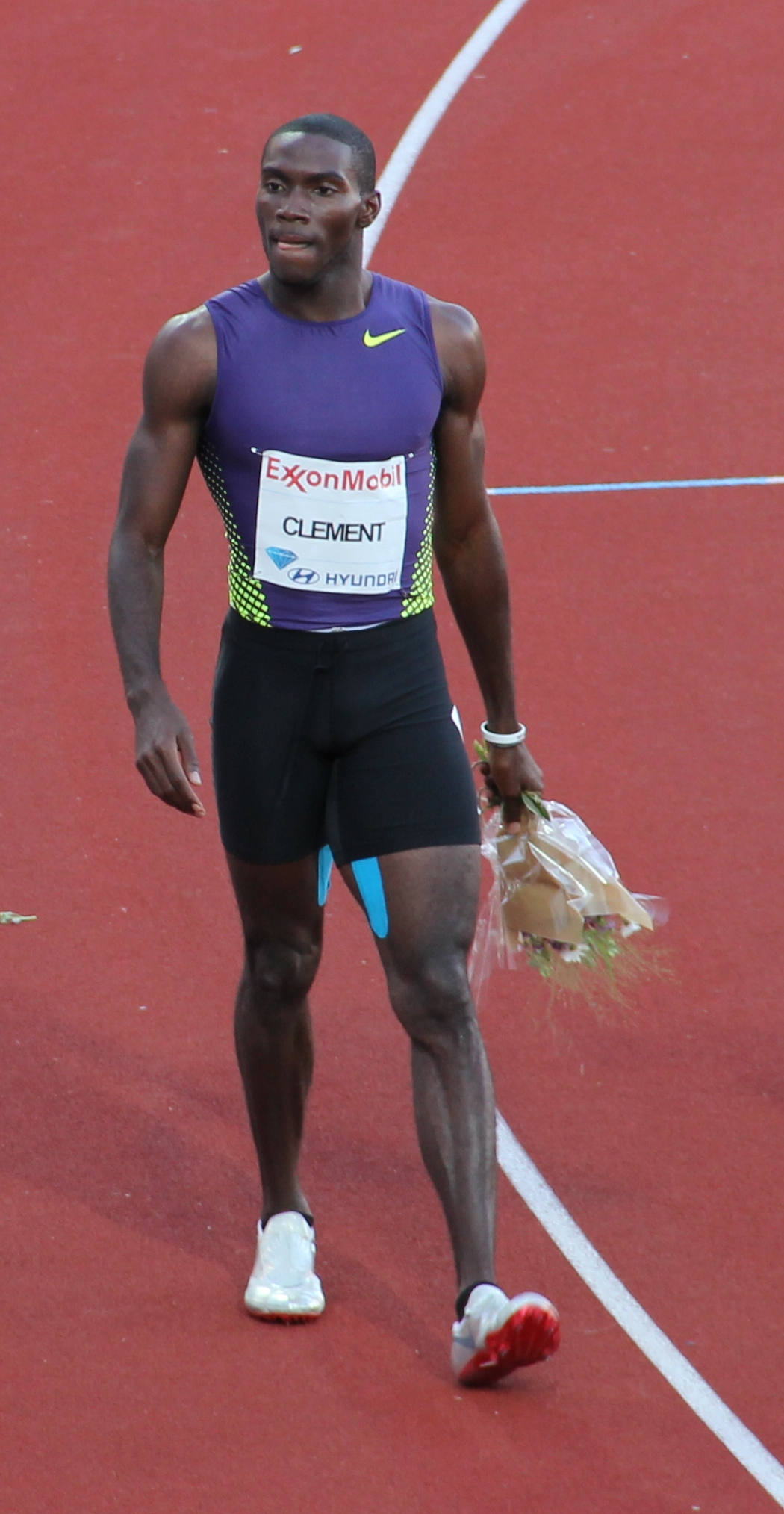
Rang acht für den zweifachen Weltmeister (2007/2009) und Olympiazweiten von 2008 Kerron Clement

## Video
- 2013 IAAF World Championships men 400m hurdles FINAL: What a finish!, youtube.com, abgerufen am 22. Januar 2021